# يالو (نهر)
نهر يالو (بالصينية) أو نهر امونك (بالكورية) نهر على الحدود بين كوريا الشمالية والصين يأتي الاسم الصيني من كلمة بلغة مانشو تعني «الحدود بين حقلين» والاسم الكوري يأتي من اللفظ الكوري لنفس الأبجدية الصينية.

## تاريخ النهر
يُعد حوض نهر يالو موقع مملكة جوجيوروي القديمة حيث يوجد العديد من القلاع وكان يوجد به عاصمة المملكة.
نتيجة للموقع الإستراتيجي للنهر بين الصين وكوريا فقد كان مسرحاً للعديد من المعارك من بينها:
- معركة نهر يالو (1894) - الحرب اليابانية الصينية الأولى (1894 - 1895).
- معركة نهر يالو (1904) - الحرب الروسية اليابانية.

شهدت الضفة الكورية للنهر إنشاء العديد من المصانع أثناء حقبة الاستعمار الياباني (1910 - 1945) وبحلول 1945 كان ما يقارب من 20% من المنتجات الصناعية لليابان تأتي من كوريا وأثناء الحرب الكورية كان تحرك قوات الأمم المتحدة باتجاه النهر سبب في تدخل صيني ضخم في الحرب بدءاً من مدينة داندونج وفي خضم أحداث الحرب تم تدمير كافة الجسور التي تربط بين ضفتي النهر ما عدا جسر الصداقة الصينية الكورية.

## اقتصاد
يُعد نهر يالو مصدر هام للطاقة الكهرومائية ويقع عليه واحد من أكبر السدود الكهرومائية بآسيا حيث ارتفاعه 100 متر وطوله 850 متر بالإضافة إلى استخدامه في النقل خصوصاً نقل الأخشاب من الغابات الموجودة على ضفافه كما أن النهر يزود السكان المحليين بالأسماك.